# Кам'яниця Чорноголових (Рига)

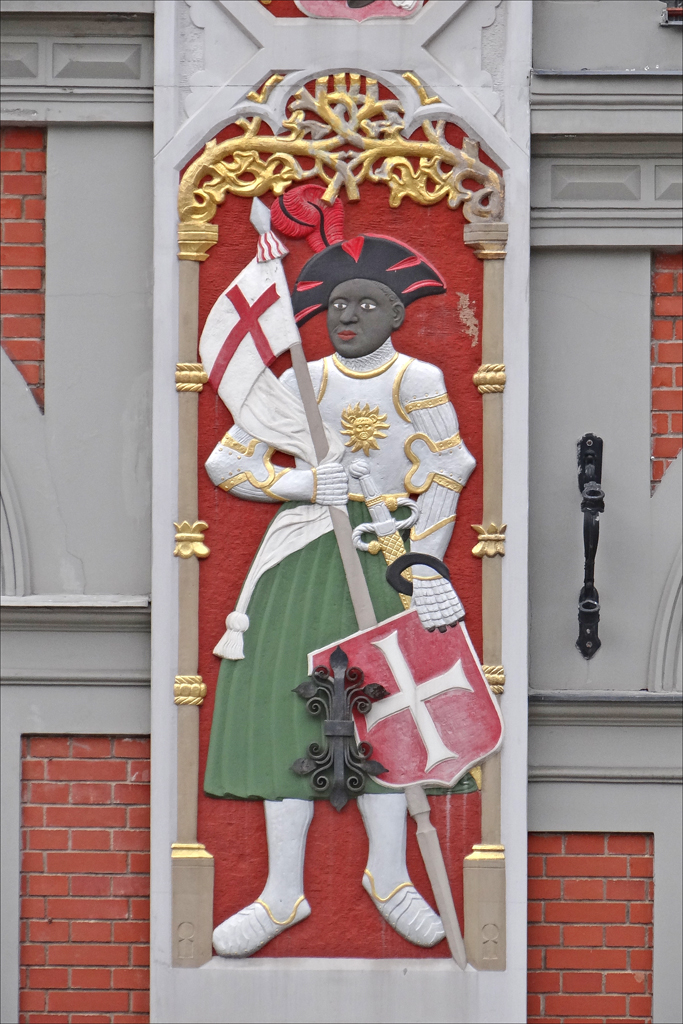
Святий Маврикій на порталі входу

Кам'яниця Чорноголових (нім. Schwarzhäupterhaus, лат. Melngalvju nams) — кам'яна будівля, закладена на ратушній площі Риги в 1334 році як Новий будинок Великої Гільдії. Використовувалася для зустрічей купців із німецьких міщан Риги.

## Історія
Будівля була аналогом дворів Артуса у містах Ганзи, призначених для зібрань купців. Братство Чорноголових зародилось із братства міщан св. Георга. Небесними покровителями братства були св. Георгій і св. Маврикій, від якого воно отримало назву. Членами Братства були приїжджі купці, агенти купців з інших міст, країн, що не належали до Великої гільдії. Над великим залом засідань розміщувалися склади товарів. На початку XVII ст. готичну кам'яницю перебудували у стилі північного маньєризму. Будівлю пошкодили з початком війни Третього Рейху з СРСР. Руїни розібрали в 1948 році. До 800-річчя заснування міста будинок відбудували (1996—2000).